# Курах Іван Степанович
Іва́н Степáнович Ку́рах (26 березня 1909 с. Сердиця на Львівщині — †15 січня 1968, Цюрих) — український художник-імпресіоніст.

## Життєпис
Іван Степанович Курах народився 1909 року в с.Сердиця на Львівщині.
Студіював мистецтво у Варшаві, Римі та Мілані (Академія Брера), де з 1939 року був асистентом, згодом викладачем. Під час другої світової війни воював в Італійському Легіоні.
З 1956 року утримував студії в Цюриху, Нью-Йорку. Виставляв свої твори в багатьох мистецьких осередках Європи й Америки, брав участь у більше сотні виставок. Брат полковника армії УНР Михайла Кураха.
Помер 15 січня 1968 році в Цюриху.